# Kaple Bolestné Panny Marie (Beroun)
Kaple Bolestné Panny Marie je novogotická stavba na kopci Průhon nad Berounem v okrese Beroun. Nahradila dřívější poutní kapli u údajně léčivého pramene. Spolu s kapličkou nad studánkou (studničním stavením) je chráněna jako kulturní památka České republiky.

## Historie
V r. 1723 spatřil místní ovčák u studánky poutníka, který si omýval zraněný bok, ale zjevení vzápětí zmizelo. Mezi lidmi se rozneslo, že to byl svatý Ivan, studánce začala být  připisována zázračná moc a někteří nemocní se skutečně uzdravili. Místo pojmenovali U Boží vody. R. 1724 zde nechal berounský děkan Jiří Procházka postavit kapli Panny Marie Bolestné a vztyčit dubový kříž. Kopec pojmenoval Kalvárie, ale název se neujal. Později byla zřízena křížová cesta, byly sem pořádány i poutě. V blízkosti byly postaveny chaloupky pro dva poustevníky a svíčkovou bábu, která prodávala svíčky a obětiny. V letech 1786-87 byly kaple i poustevny josefínskými reformami zrušeny. Kaple zchátrala a byla stržena. V letech 1893-95 byla opodál postavena nynější novogotická kaple podle projektu známého architekta Josefa Mockera. Věhlas studánky i kaple však začal upadat a procesí se přestala konat. Dnes je pramen nepřístupný, ukrytý v uzamčené kapličce.

## Architektura
Kaple v novogotickém slohu je postavena z režných cihel, typických pro díla Josefa Mockera. Skládá se z předsíně, lodi a trojbokého presbytáře, po straně je připojena sakristie. Vysoká sedlová střecha se strmým štítem a sanktusovou vížkou podtrhuje její výškovou orientaci. Poblíž kaple stojí studniční stavení, kryjící studánku - drobná obdélníková stavba ze světlých cihel s výraznou valbovou střechou.

## Zajímavost
S poutním místem je kromě léčivé vody spojován i jiný "zázrak". Když  se v roce 1744 na Beroun chystalo zaútočit pruské vojsko, na kopci U Boží vody se objevila zářící koule. Lidé, kteří se modlili k Panně Marii, v ní viděli obrys ženské postavy. Zjevení prý trvalo celou hodinu. Prušáci záři považovali za signalizaci rakouské armády a dali se na ústup. (Pravděpodobně však Prušáci ustoupili proto, že když velitelé z návrší obhlíželi případné bojiště, uviděli za městem u Králova Dvora rakouské vojsko, které mělo zřejmou přesilu).